# Споменик Цвет револуције
Споменик Цвет револуције је подигнут у насељу Слатина код Крушевца, на месту погибије седам бораца Расинског партизанског одреда.
Дана 18. фебруара 1943. године Прва чета одреда заноћила је у две куће и била изненађена изненадним нападом Немаца који су у село дошли из правца села Сеземче. Током борбе погинуло је седам партизана, док су остали успели да се извуку у правцу планине Јастребац. Сутрадан, доласком јаче Немачке војне формације, цело село је попаљено и стрељано једанаест мештана симпатизера НОП-а.
Споменик је подигнут и свечано откривен 1973. годие поводом обележавања тридесетогодишњице погибије бораца, паљења села и стрељања мештана.